# バルティ
ヴァルティー・エアクラフト（Vultee Aircraft Corp. ）は、1931年から1943年まで存在したアメリカ合衆国の航空機メーカーである。1943年、コンソリデーテッド・エアクラフト社と合併して、コンヴェア社になった。
日本語では「バルティ」や「ヴァルティ」とも表記される。

## 歴史
創業者であるジェラード・フリーバーン・ヴァルティーはもともと飛行機設計者で、ダグラス・エアクラフト社で働いたのちにロッキード社に移り、1928年にはロッキード社の主任設計者になった。ロッキード社ではシリウスなどを設計したが、1929年にロッキード社がデトロイト航空機（Detroit Aircraft Corporation ）に買収され子会社となると、1930年にロッキード社を離れた。
1931年にはスティンソン・エアクラフト、ライカミングなどの航空機メーカーや自動車会社を所有する資本家エレット・コードの援助を受け、航空機開発株式会社（Airplane Development Corp.）という新しい会社をヴァンス・ブリーズらと立ち上げて主任設計者となった。その後1934年にブリーズが退社すると社長になり、2年後にはヴァルティー航空機製造株式会社（Vultee Aircraft Division of the Airplane Manufacturing Corp.）と社名を改称した。
1938年1月、ヴァルティー夫妻は航空機事故で死亡してしまうが、社名は変更されなかった。1940年スティンソン社と合併してスティンソンのブランドも使用できるようになるとともに、ヴァルティー・エアクラフト株式会社（ヴァルティー航空機株式会社、Vultee Aircraft Inc.）と改称した。1943年に、B-24リベレーター爆撃機などの開発で知られるコンソリデーテッド社と合併し、コンソリデーテッド・ヴァルティー・エアクラフト株式会社となった。
BT-13ヴァリアント練習機やP-66ヴァンガード戦闘機などが制式採用された製品として知られている。

## 主な開発機種
- V1
- V-11/V-12/A-19
- A-31/A-35 ヴェンジェンス
- TBV ジョージア
- BT-13 ヴァリアント
- XA-41
- P-66 ヴァンガード
- XP-54 スウースグース
- XP-68 トーネード（英語版）（XP-54のエンジン強化型-計画のみ）